# Labena marginata
Labena marginata là một loài tò vò trong họ Ichneumonidae.